# Pygoscelis papua ellsworthi
El pingüino de vincha antártico, pingüino papúa antártico, pingüino juanito antártico, o pingüino pico rojo antártico, (Pygoscelis papua ellsworthi) es una de las dos subespecies en que se divide la especie Pygoscelis papua, un pingüino del género Pygoscelis. Habita en las frías aguas de los océanos subantárticos, y nidifica en islas australes y en la península Antártica.

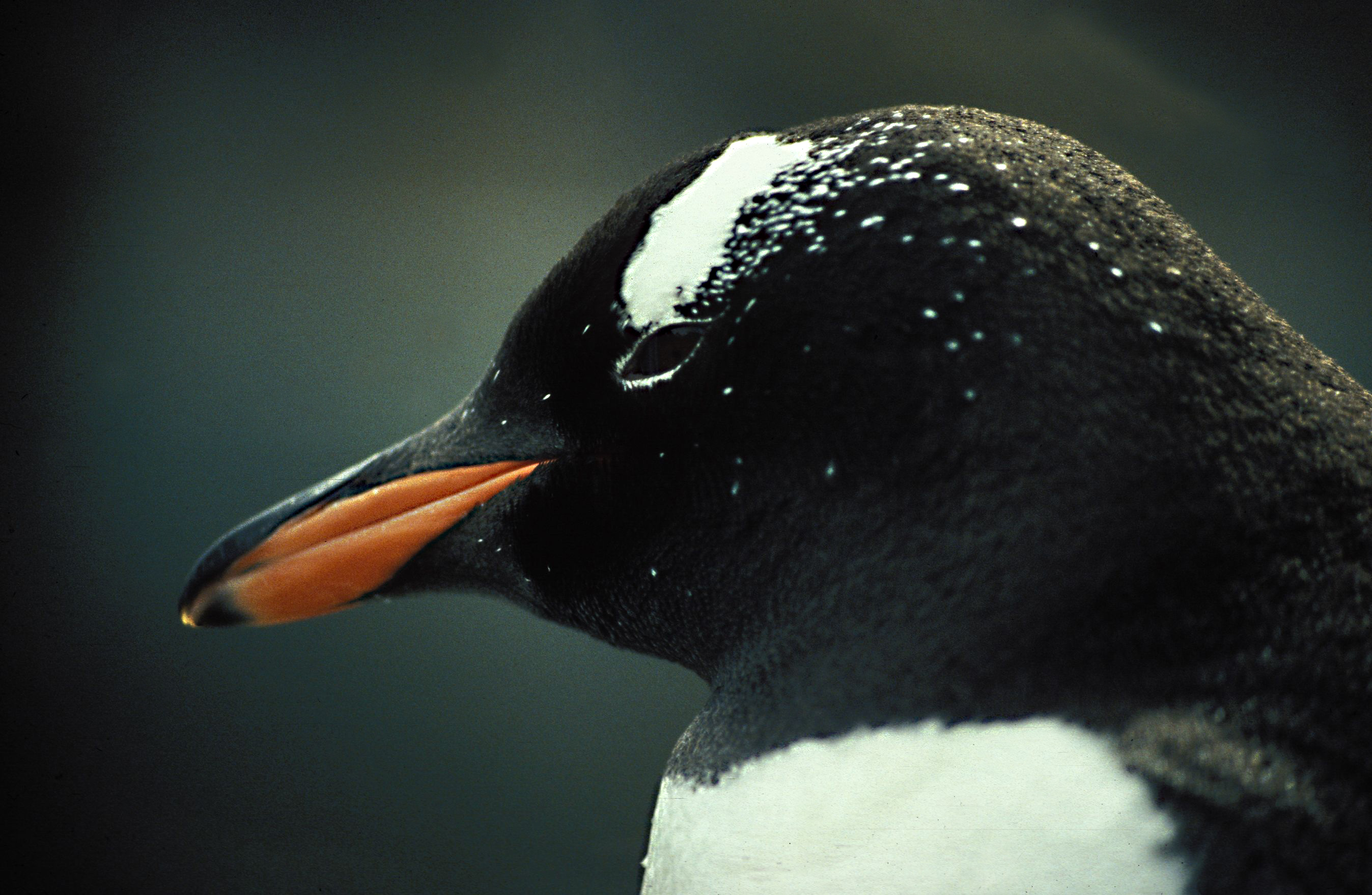
Detalle de la cabeza de un Pygoscelis papua ellsworthi en la Antártida.

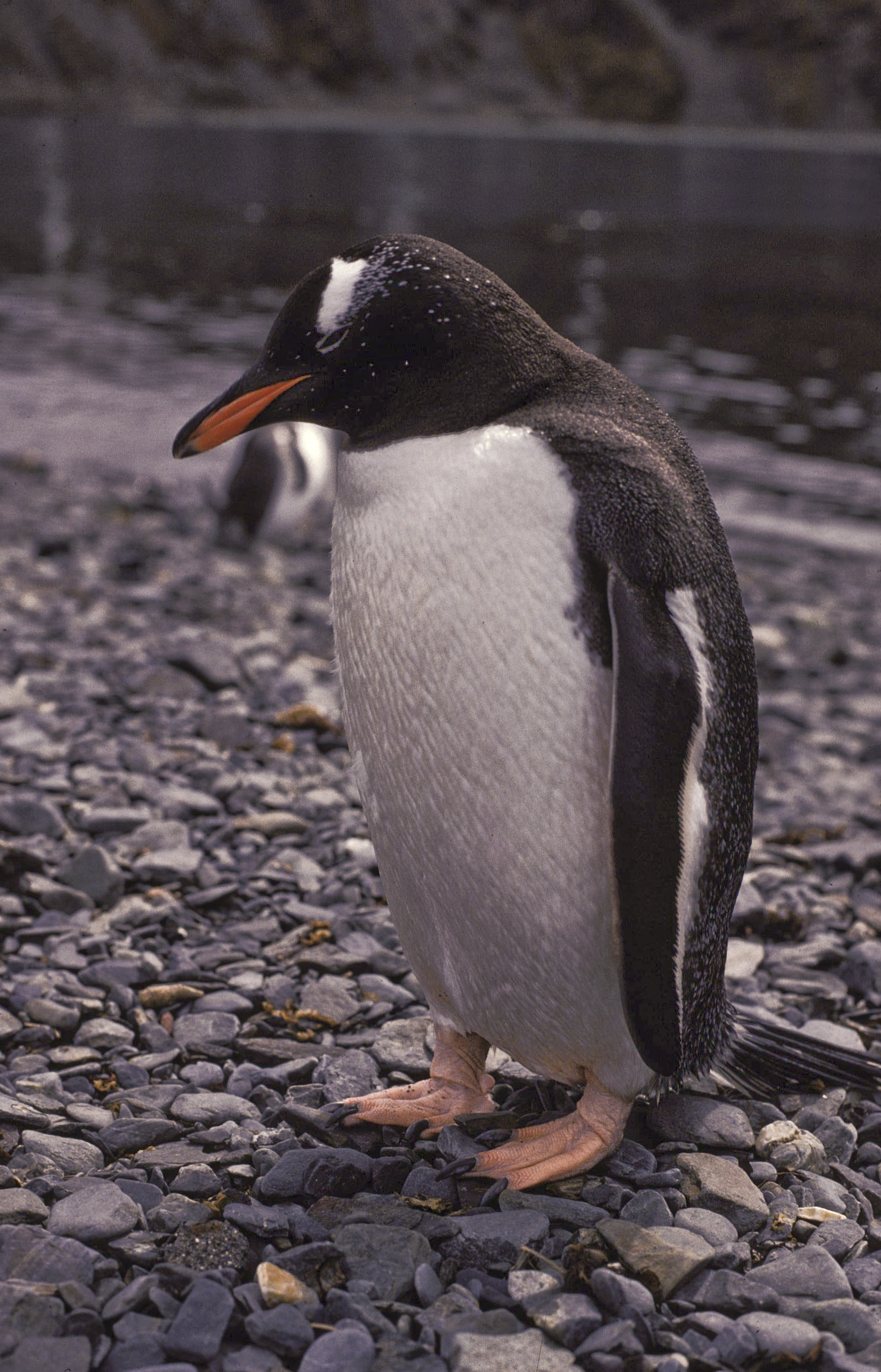
Pygoscelis papua ellsworthi en las costas del mar de Weddell, en la Antártida.

## Distribución
Pygoscelis papua ellsworthi se reproduce en las islas Sandwich del Sur, Orcadas del Sur, Shetland del Sur, y en la península Antártica.
Las poblaciones nidificantes más importantes se encuentran en las islas Shetland del Sur y en la península Antártica, ambas suman 94 751 ejemplares. 
En el invierno austral emprende una migración hacia el norte en busca de aguas de menor latitud en el océano Atlántico, las cuales mantienen una temperatura algo menos fría en esa estación, en latitudes con noches invernales menos prolongadas.

## Características
Todo lo dorsal —incluso las alas— es de color gris-pizarra oscuro —más pardo cuando está gastado—, color que lo cubre desde el pico hasta la punta de la cola. La garganta y el cuello ventral es del mismo color, al igual que una mancha que se desprende de la unión de sus alas. El resto ventral es blanquecino. En los ojos muestra un anillo periocular de color blanco. Desde ellos se desprende hacia arriba una mancha blanca que se une angostamente en la corona. La parte oscura de la cabeza presenta un salpicado de algunas pequeñas plumas blancas. En ella destaca su pico de color rojo o rojo anaranjado, con el culmen negro. Sus patas son de un color naranja vivo o naranja claro, y presentan una membrana interdigital, adaptada para nadar. Los jóvenes son más pequeños, tienen más fina la mancha blanca de la cabeza, y más gris el área entre el pecho y el pico —el que es oscuro—.
Con respecto a la otra subespecie (Pygoscelis papua papua), se diferencia por ser menor, tanto en la longitud del pico como en el largo total.

## Costumbres

### Alimentación

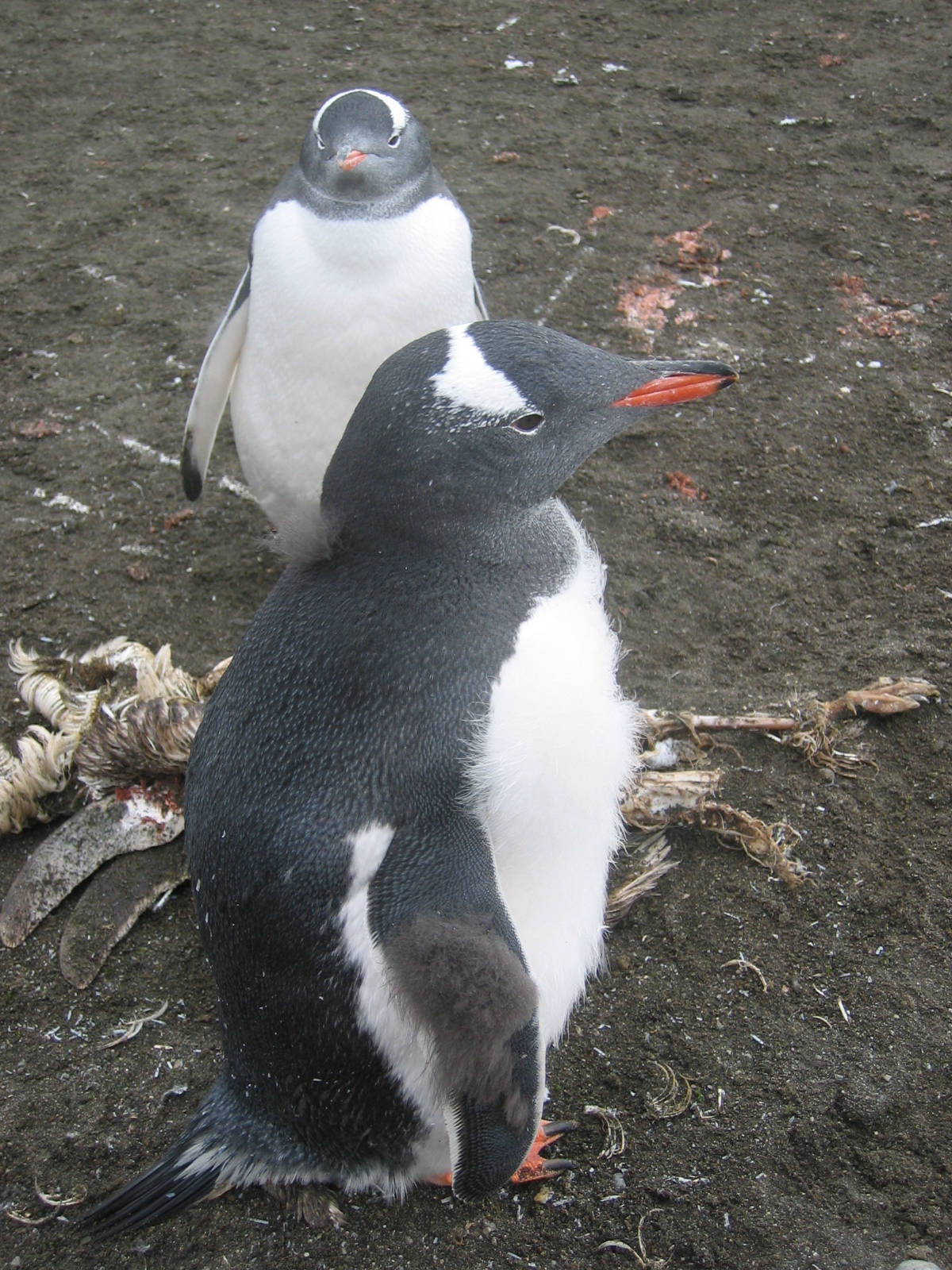
Pygoscelis papua ellsworthi mudando el plumaje en las islas Aitcho.

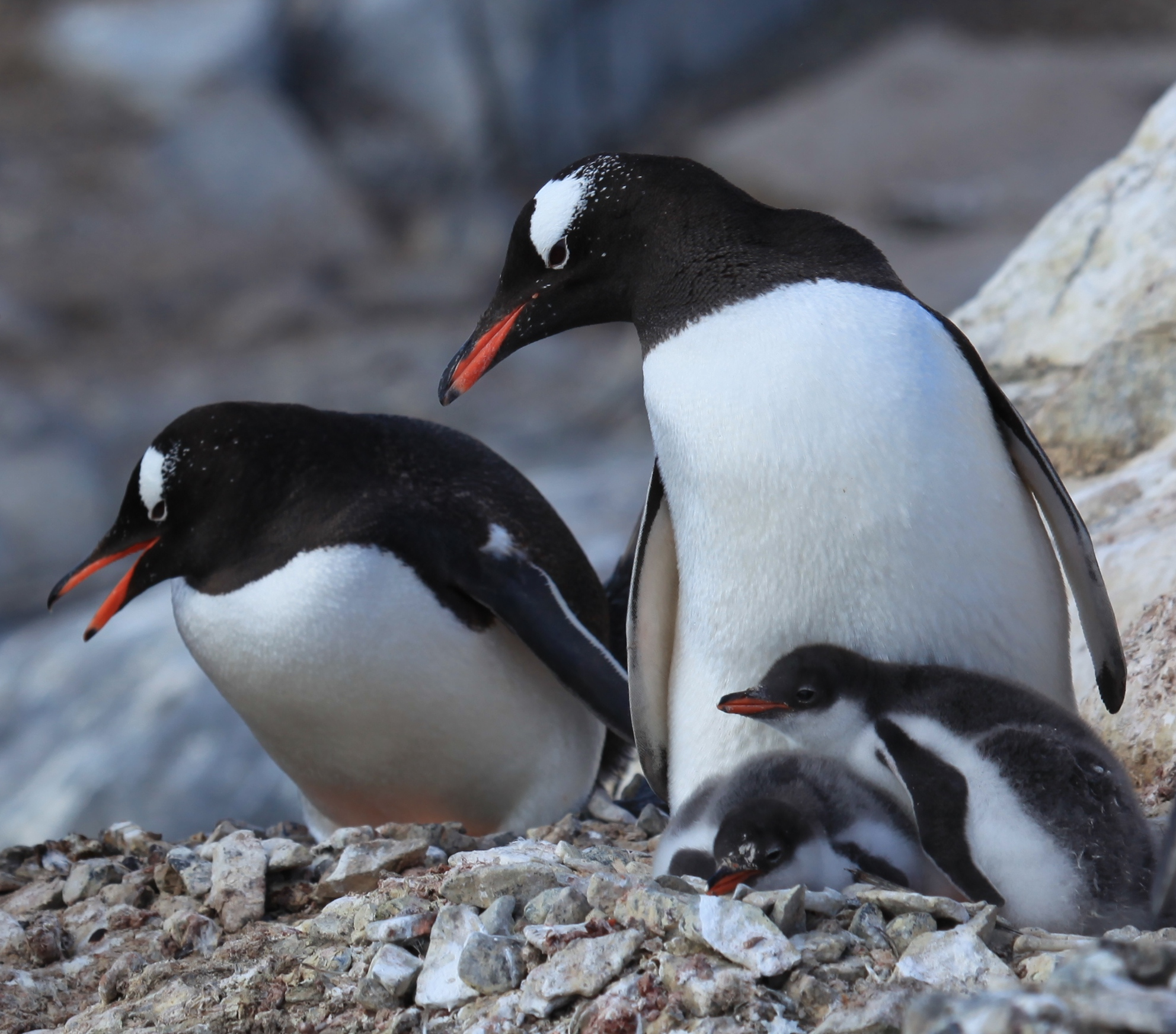
Pareja de Pygoscelis papua ellsworthi con sus pichones en la isla Wiencke, próxima a las costas de la península Antártica.

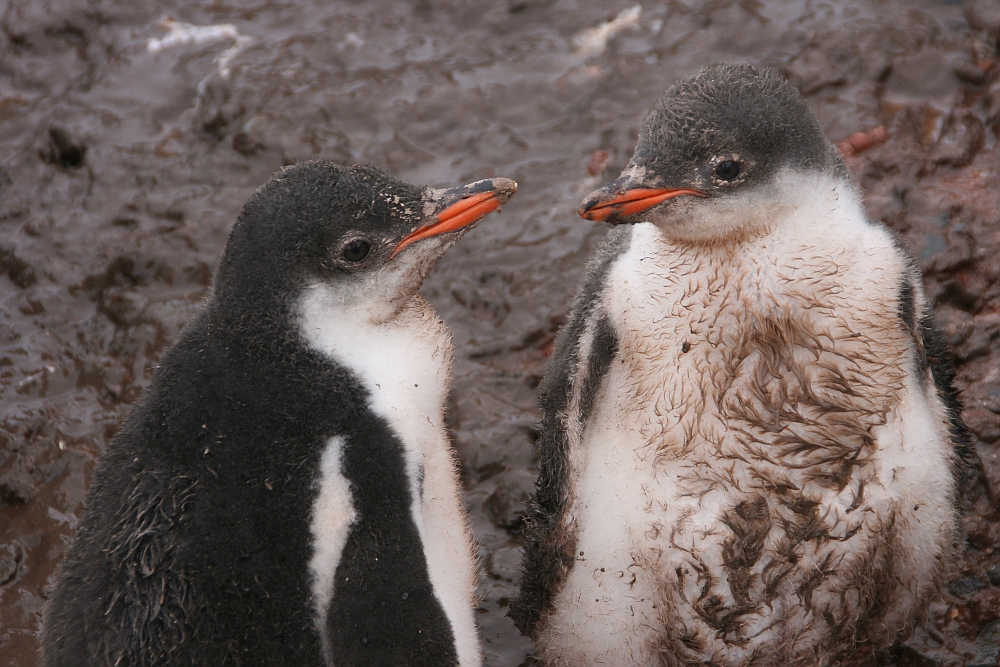
Pichones de Pygoscelis papua ellsworthi en la Antártida.

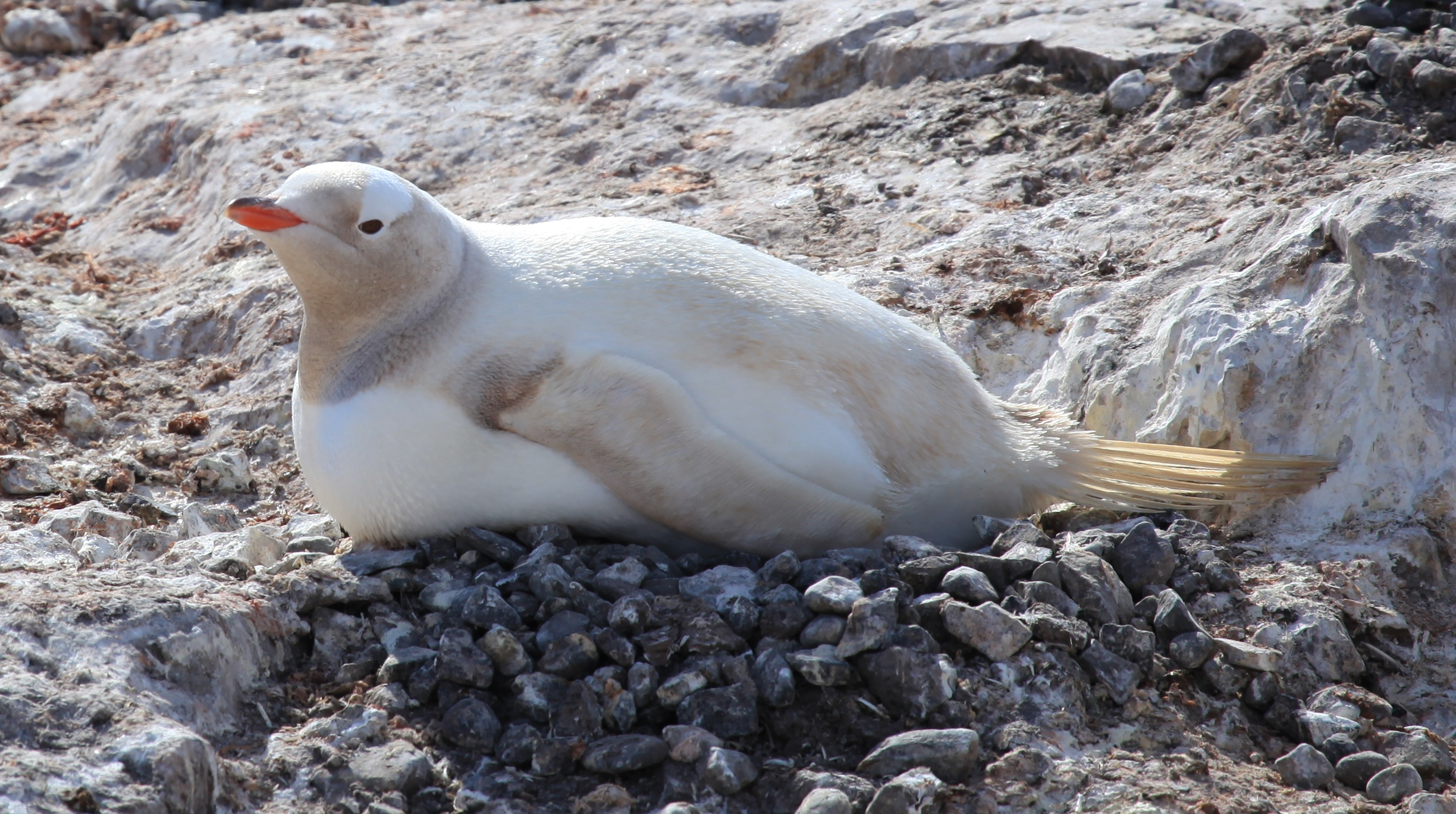
Pygoscelis papua ellsworthi con leucismo, en la Antártida.

Se alimenta pelágicamente en aguas subantárticas y antárticas, las cuales circundan el continente antártico. Su dieta está compuesta por krill, peces (Patagonotothen sp., Thysanopsetta naresi, Micromesistius australis), calamares (Loligo gahi, Gonatus antarcticus, Moroteuthis ingens), pulpos, moluscos, sepias, y crustáceos (Munida gregaria). 

### Predadores
Esta ave es predada por focas leopardo, tiburones, y orcas,  lobos marinos, entre otros. Sus huevos y crías son depredados por gaviotas y págalos.

### Reproducción
Nidifican colonialmente en islas subantárticas y territorios antárticos. Deposita sus huevos en nidos formados por una pila de 20 cm de altura y 25 cm de diámetro hecha de guijarros. La puesta consta de 2 huevos, que eclosionan en 34 a 36 días, luego de ser incubados por ambos padres, turnándose. Nacen con un plumón gris-plata en el dorso, que pasa a gris-pizarra en las mejillas, cara y corona. Durante un mes los polluelos permanecen en el mismo nido, luego del cual pasan a integrarse a las guarderías de polluelos. A los 80 a 100 días de nacidos, mudan a un plumaje sub-adulto y se marchan al mar, a comenzar a hacer una vida independiente.

## Taxonomía
Esta subespecie fue descrita originalmente por Robert Cushman Murphy en el año 1947.

## Conservación
La subespecie fue en el pasado cazada para extraer su grasa en forma de aceite y sus huevos fueron recolectados para servir de alimento. Por estas y otras causas algunas colonias han desaparecido o disminuido, si bien otras poblaciones parecen haberse recuperado, por lo que la subespecie se califica como «casi amenazada».